# Grand Prix Australii 1987
Grand Prix Australii 1987 (oryg. Foster's Australian Grand Prix) – ostatnia runda Mistrzostw Świata Formuły 1 w sezonie 1987, która odbyła się 15 listopada 1987, po raz trzeci na torze Adelaide Street Circuit.
52. Grand Prix Australii, trzecie zaliczane do Mistrzostw Świata Formuły 1.

## Klasyfikacja
| Poz.  | Nr. | Kierowca           | Konstruktor            | Okrążeń | Czas/powód NU       | Poz. start. | Punktów |
| ----- | --- | ------------------ | ---------------------- | ------- | ------------------- | ----------- | ------- |
| 1     | 28  | Gerhard Berger     | Ferrari                | 82      | 1:52:56.144         | 1           | 9       |
| 2     | 27  | Michele Alboreto   | Ferrari                | 82      | + 1:07.884          | 6           | 6       |
| 3     | 20  | Thierry Boutsen    | Benetton-Ford          | 81      | + 1 okrążenie       | 5           | 4       |
| 4 (1) | 3   | Jonathan Palmer    | Tyrrell-Ford           | 80      | + 2 okrążenia       | 19          | 3       |
| 5 (2) | 29  | Yannick Dalmas     | Larrousse-Ford         | 79      | + 3 okrążenia       | 21          | 0*      |
| 6 (3) | 14  | Roberto Moreno     | AGS-Ford               | 79      | + 3 okrążenia       | 25          | 1       |
| 7     | 10  | Christian Danner   | Zakspeed               | 79      | + 3 okrążenia       | 24          |         |
| 8     | 8   | Andrea de Cesaris  | Brabham-BMW            | 78      | Wypadł z toru       | 10          |         |
| 9     | 5   | Riccardo Patrese   | Williams-Honda         | 76      | Wyciek oleju        | 7           |         |
| DK    | 12  | Ayrton Senna       | Lotus-Honda            | 82      | Dyskwalifikacja     | 4           |         |
| NU    | 6   | Nelson Piquet      | Williams-Honda         | 58      | Hamulce             | 3           |         |
| NU    | 16  | Ivan Capelli       | March-Ford             | 58      | Wypadł z toru       | 23          |         |
| NU    | 1   | Alain Prost        | McLaren-TAG            | 53      | Hamulce             | 2           |         |
| NU    | 18  | Eddie Cheever      | Arrows-Megatron        | 53      | Przegrzanie         | 11          |         |
| NU    | 2   | Stefan Johansson   | McLaren-TAG            | 48      | Hamulce             | 8           |         |
| NU    | 19  | Teo Fabi           | Benetton-Ford          | 46      | Hamulce             | 9           |         |
| NU    | 23  | Adrián Campos      | Minardi-Motori Moderni | 46      | Przen napędu        | 26          |         |
| NU    | 30  | Philippe Alliot    | Larrousse-Ford         | 45      | Elektronika         | 17          |         |
| NU    | 25  | René Arnoux        | Ligier-Megatron        | 41      | Zapłon              | 20          |         |
| NU    | 7   | Stefano Modena     | Brabham-BMW            | 31      |                     | 15          |         |
| NU    | 26  | Piercarlo Ghinzani | Ligier-Megatron        | 26      | Zapłon              | 22          |         |
| NU    | 11  | Satoru Nakajima    | Lotus-Honda            | 22      | Zawieszenie         | 14          |         |
| NU    | 17  | Derek Warwick      | Arrows-Megatron        | 19      | Przen napędu        | 12          |         |
| NU    | 9   | Martin Brundle     | Zakspeed               | 18      | Silnik              | 16          |         |
| NU    | 4   | Philippe Streiff   | Tyrrell-Ford           | 6       | Wypadł z toru       | 18          |         |
| NU    | 24  | Alessandro Nannini | Minardi-Motori Moderni | 0       | Wypadek             | 13          |         |
| NZ    | 21  | Alex Caffi         | Osella-Alfa Romeo      | -       | Nie zakwalifikowany | 27          |         |